# Cattedrale di Santa Teresa d'Avila (Subotica)
La cattedrale di Santa Teresa d'Avila (in serbo Римокатоличка црква Свете Терезе Авилске?, Rimokatolička crkva Svete Tereze Avilske) è un luogo di culto situato a Subotica, in Serbia. La chiesa, sede della diocesi di Subotica, si trova in piazza delle Vittime del Fascismo.

## Storia
La chiesa è stata costruita in stile barocco secondo i disegni dell'architetto ungherese Franz Kaufmann tra il 1773 ed il 1779. In occasione del secondo centenario dell'edificazione, è stata restaurata. Dal 1973 è protetta come monumento culturale dall'Istituto per la protezione dei beni culturali. Nel 1974 papa Paolo VI concesse alla cattedrale il titolo di basilica minore.